# Либерия (фотография)

Мартин Мункачи. «Либерия». Серебряно-желатиновая печать, 30.5 x 24.2 см. Конец 1920-х — начало 1930-х годов

«Либерия», «Либерия, 1930-е годы» (англ. Liberia; Liberia, c. 1930)  — чёрно-белый снимок венгерского фотографа Мартина Мункачи, созданный в 1929—1931 годах. Также известен под названием «Три мальчика у озера Танганьика» (англ. Three Boys at Lake Tanganyika), «Мальчишки, бегущие навстречу прибою на озере Танганьика» (англ. Boys running into the surf at Lake Tanganyika, Liberia). На фотографии изображены со спины несколько обнажённых чернокожих мальчиков, радостно бегущих один за другим во время прибоя в воду. Трое из них показаны полностью, а правая рука четвёртого видна ниже локтя в левой части изображения. Кадрированию в большей степени подвергся этот край, чем правый. Внизу фотографии из архива автора синими чернилами было написано — «Море…». На задней стороне отпечатка, вероятно дочерью мастера, сделана пометка «Озеро Танганьика, 1932 // Джоан Мункачи».
Относительно места и времени создания фотографии существует несколько версий. По одной из них, предполагается, что Мункачи действительно снял сцену на восточноафриканском озере Танганьика в конце 1920-х — начале 1930 годов во время командировки в Африку по заданию немецкого еженедельника Berliner Illustrirte Zeitung. По другой, фотография на самом деле сделана в Либерии, где он в то время работал и, таким образом, мальчишки бросаются не в воды озера Танганьика, а в Атлантический океан. По оценке исследователя фотографии Майкла Фримана, Мункачи работал именно в Либерии, а не на берегах озера Танганьика, где вообще не бывает такого прибоя. В связи с чем такие названия как «Три мальчика у озера Танганьика» и «Мальчишки, бегущие навстречу прибою на озере Танганьика» он охарактеризовал как «вводящие в заблуждение».    
Фотография оказала определяющее влияние на одного из крупнейших фотографов в истории: «отца» репортажной и уличной фотографии, автора концепции «решающий момент» — Анри Картье-Брессона. «В 1932 году я увидел сделанную Мартином Мункачи фотографию троих чернокожих детей, бегущих к морю, и, признаюсь, она стала для меня той искрой, из которой возгорелось пламя… Только одна эта фотография оказала на меня огромное влияние. В этом изображении столько непосредственности, столько радости жизни и  таланта, что я до сих пор восхищаюсь им», — вспоминал он позже. Также, по его словам, он «внезапно понял, что фотография может зафиксировать в одном мгновении вечность». По наблюдению Фримана, такой противник кадрирования как Брессон, видимо не осознавал, что снимок Мункачи был обрезан и создан в формате 9 х 12 см, а не в стандарте 2:3, характерном для 35 мм плёнки, на которую любил снимать французский мастер. Влиятельный немецкий фотограф Франц Кристиан Гундлах (Franz Christian Gundlach) отнёс снимок к «уникальным» работам, ставшими «ключевыми моментами в истории фотографии XX века».